# Sangiaccato di Nicopoli
Il sangiaccato di Nicopoli o di Nikopoli/Nikopol (in bulgaro Никополски санджак?,Nikopolski sandzhak, in turco Niğbolu Sancağı) era un sangiaccato dell'Impero ottomano, con Nicopoli, città dell'attuale Bulgaria come centro amministrativo. Fu fondato al di fuori dai territori del Regno di Vidin, dopo la battaglia di Nicopoli nel 1396.

## Amministrazione
Il primo defter (indagine catastale) del Sangiaccato di Nicopoli è stato composto a metà del XV secolo. Un gruppo di studiosi ha datato questo defter al 1430 mentre un altro gruppo lo colloca al 1479/1480. Questo fu il primo defter ottomano che menzionava il popolo rom, che viveva in 431 nuclei familiari, ovvero il 3,5% delle famiglie in questo sangiaccato.

### Divisione amministrativa
Nelle note raccolte del viaggiatore ottomano Evliya Çelebi (metà del XVII secolo) il sangiaccato di Nicopoli con 20 ziamet e 244 timar e un reddito di 40.000 akçe è menzionato come uno dei 24 sangiaccati ottomani della Rumelia. A metà del XIX secolo aveva 15 kadiluk.

### Sanjak-bey
Lo storico bulgaro Rusi Stojkov credeva che Skanderbeg fosse menzionato nel 1430 come un sanjak-bey del sangiaccato di Nicopoli. Secondo questo punto di vista era stato nominato a tale posizione poco dopo essere stato scelto come sanjak-bey del sangiaccato di Dibra. Lo storico Halil İnalcık ha spiegato che per Skanderbeg, "questa era una grande promozione in quanto Nicopoli era uno dei più grandi sangiaccati della Turchia europea". Lo storico Strashimir Dimitrov ha datato questo defter al 1479-1480 e credeva che l'Iskander Bey menzionato in esso non fosse Skanderbeg ma qualche altra persona che era mirliva di Nicopoli.
Durante il regno del sultano Murad II il sanjak-bey fu Mehmed Bey, figlio di Firuz Bey.
Nel marzo 1834 Husseyn Pascià fu nominato sanjak-bey del sangiaccato di Nicopoli e del sangiaccato di Vidin.

## Economia
Il sangiaccato di Nicopoli era uno dei sei sangiaccati ottomani con la cantieristica navale più sviluppata (oltre ai sangiaccati di Smederevo, Vidin, Požega, Zvornik e Mohač).